# Rue Maria-Brignole
Pour les articles homonymes, voir Maria Brignole et Brignole.
La rue Maria-Brignole (ex-rue Brignole) est une voie du 16e arrondissement de Paris, en France.

## Situation et accès

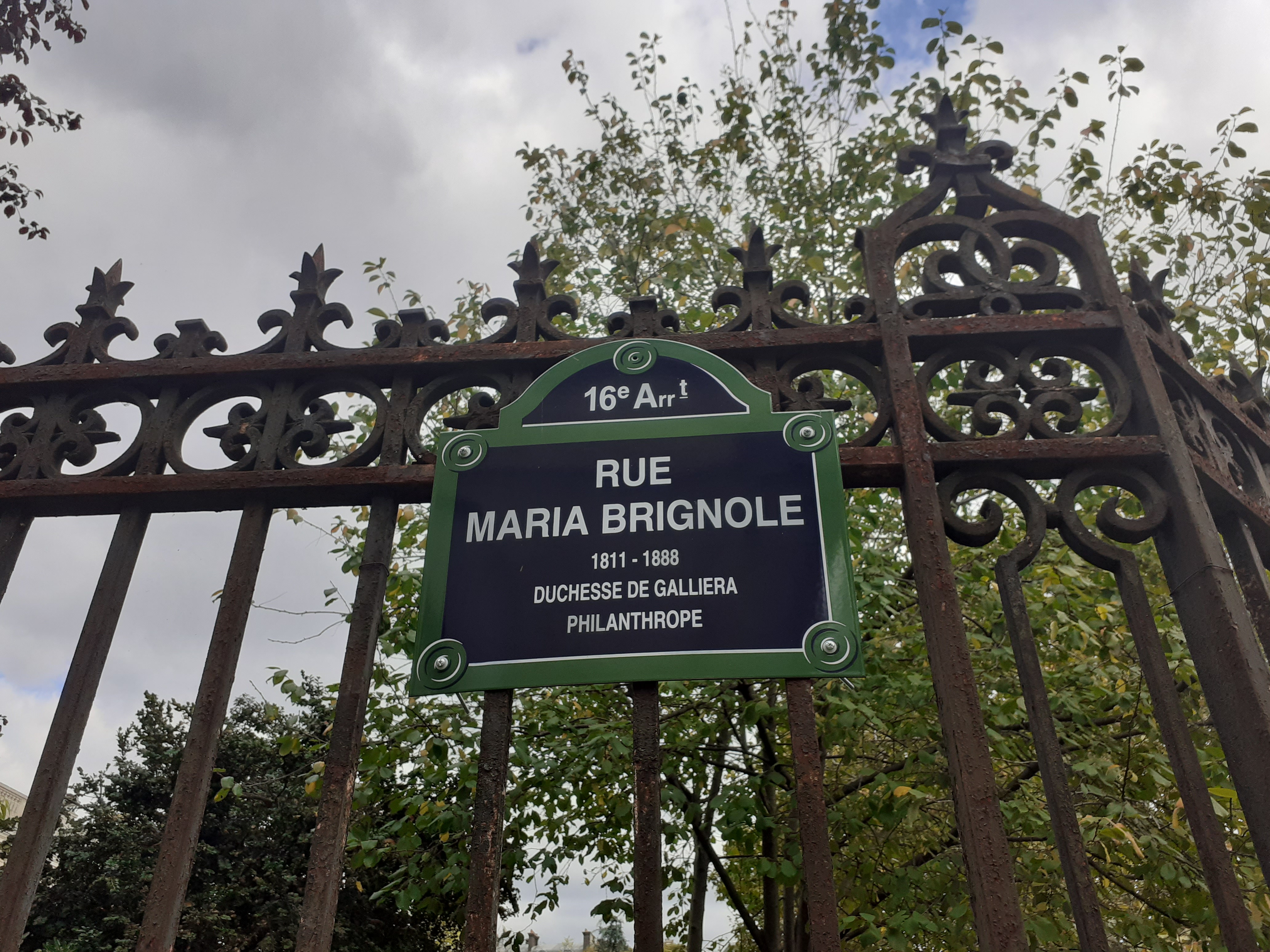
Plaque de la rue.

Orientée nord-sud, longue de 60 mètres, elle commence au 16, avenue du Président-Wilson et se termine au 8, avenue Pierre-Ier-de-Serbie. Longeant le square Brignole-Galliera, elle n’est lotie que d’un seul côté et ne compte que trois numéros. Seul le no 1 a une entrée donnant sur la rue.
Elle est proche de la station Iéna, où circulent les trains de la ligne 9.

## Origine du nom

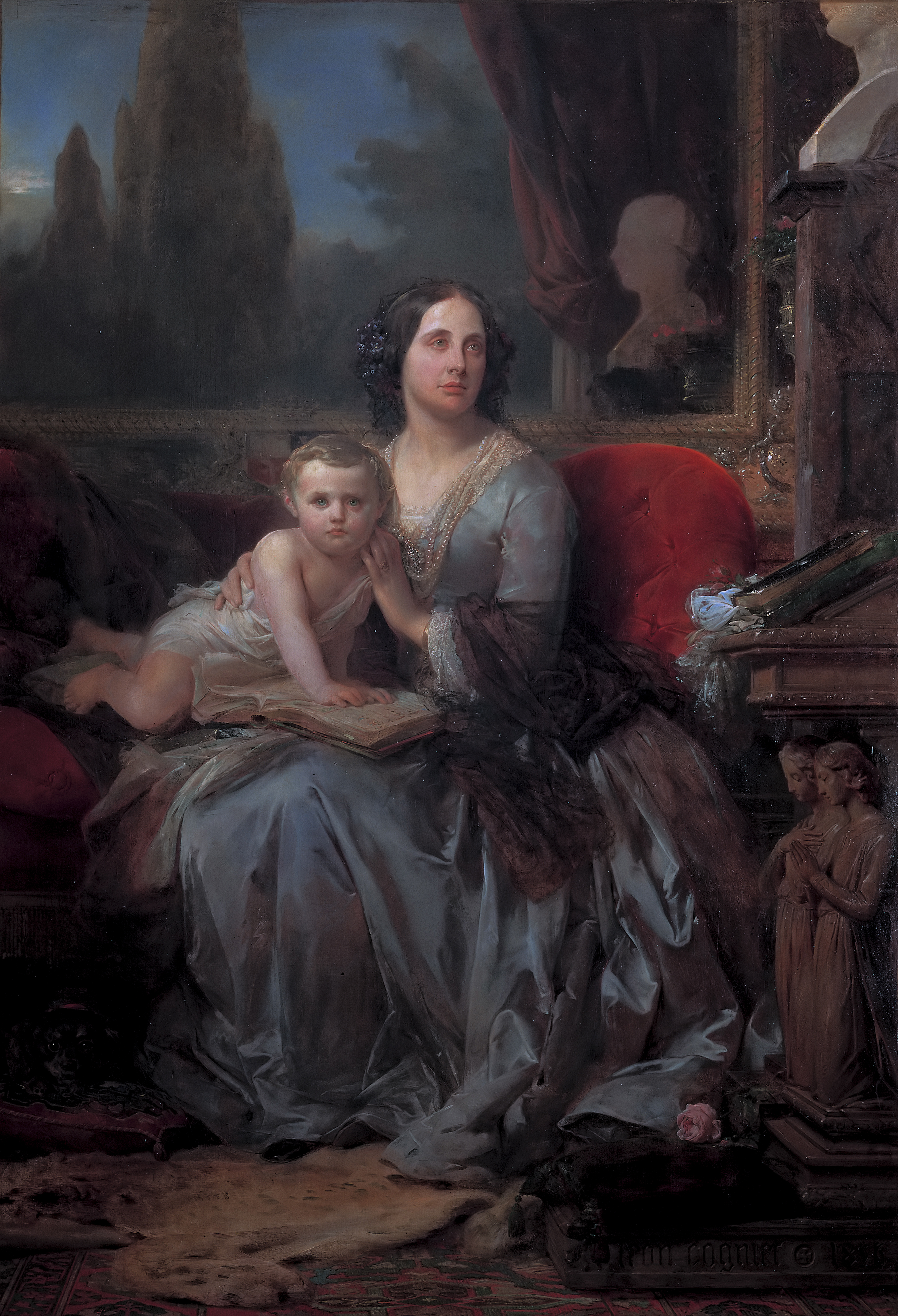
Portrait de Maria Brignole Sale en 1856 par Léon Cogniet.

Elle porte le nom de Maria Brignole Sale (1811-1888), propriétaire des terrains, épouse du duc de Galliera, financier italien.

## Historique

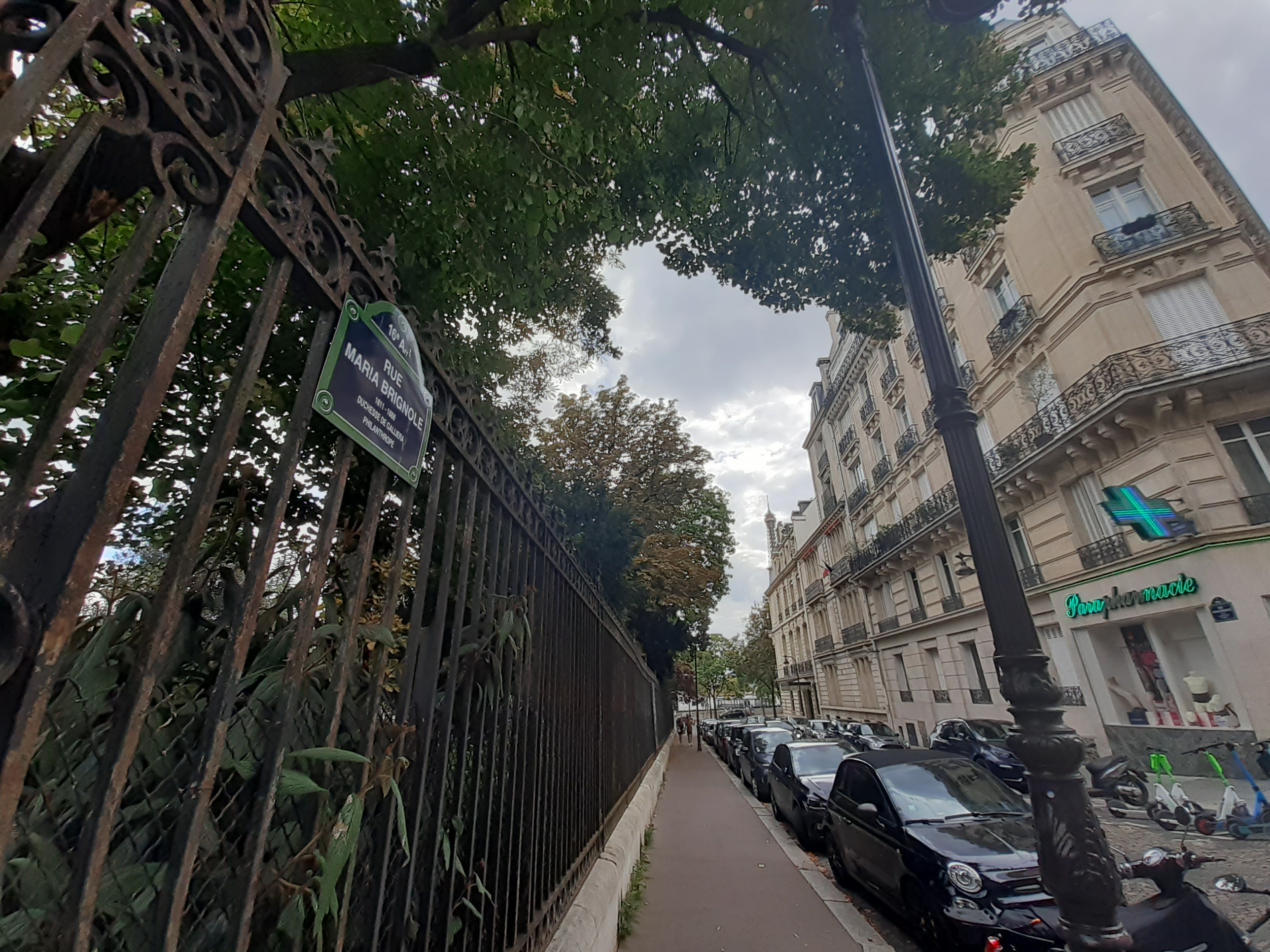
Vue de la rue vers le nord.

Cette rue est classée dans la voirie de Paris et prend sa dénomination par décret du 30 août 1879 :
« Le président de la République française,
sur le rapport du ministre de l'Intérieur et des Cultes,
vu la délibération du conseil municipal de Paris en date du 11 juillet 1878 ;
le plan des lieux ;
le procès-verbal de l'enquête ;
les propositions du préfet de la Seine et les autres pièces de l'affaire ; 
l'ordonnance réglementaire du 23 août 1835 ;
le Conseil d’État entendu, décrète :
- Article 1 : sont classées au nombre des voies publiques du 16e arrondissement de Paris, les rues dites : rue Brignole et rue Galliera suivant les alignements indiqués par des lisérés bleus, et conformément aux cotes de nivellement inscrites en rouge sur le plan ci-annexé.
Tous les frais de mise en état de viabilité des voies ci-dessus déterminées seront acquittés par la dame Maria Brignole Sale, duchesse de Galliera, veuve du sieur Raphaël de Ferrari, duc de Galliera, suivant les clauses et conditions par elle inscrites, ainsi qu'il résulte d'un acte notarié du 31 octobre 1878.
- Article 2 : le ministre de l'Intérieur et des Cultes est chargé de l'exécution du présent décret.

Fait à Paris, le 30 août 1879.
Signé : Jules Grévy. »

## Époque contemporaine
- La rue jouxte le palais Galliera[2].
- Anciennement rue Brignole, elle se nomme aujourd'hui officiellement rue Maria-Brignole[3], dans le cadre de la mise en valeur des voies parisiennes portant un nom de femme.

## Bâtiments remarquables et lieux de mémoire

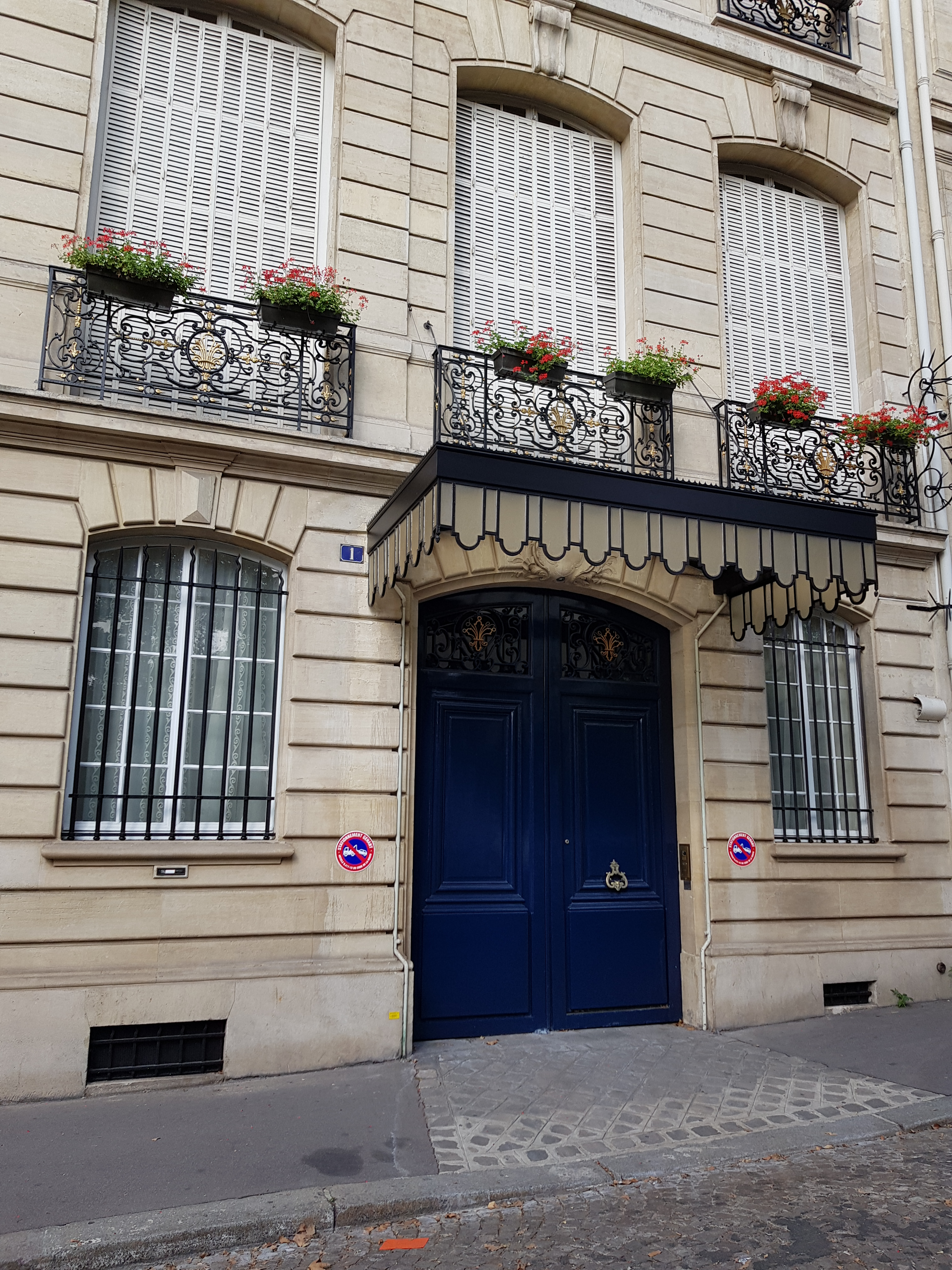
No 1.

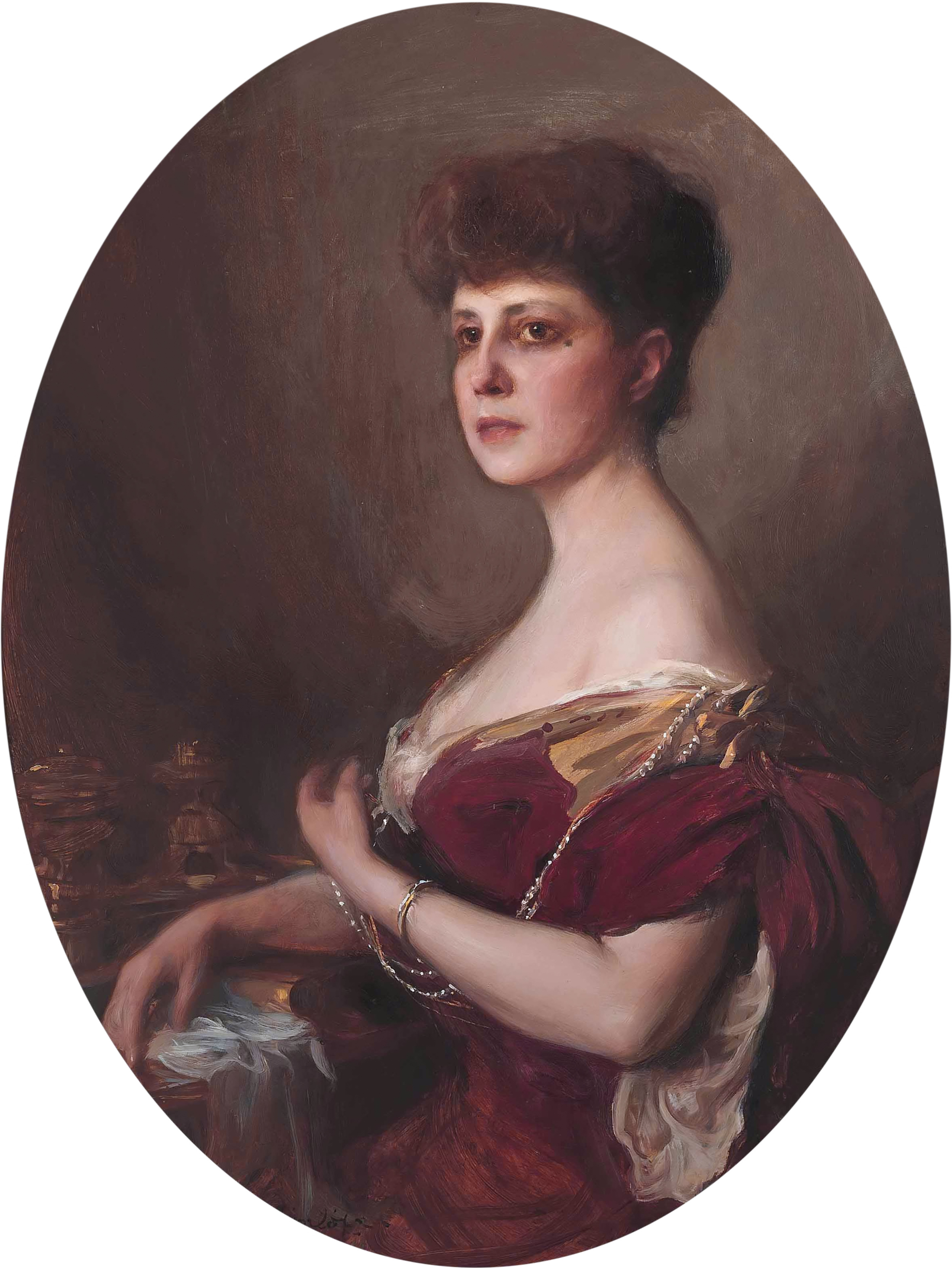
Dorothée de Talleyrand-Périgord.

- No 1 : après la mort de la duchesse de Galliera (1888), l’hôtel particulier est vendu à Henri-Georges Pembroke de Montgomery en 1889, puis, en 1903, à la comtesse Dorothée de Talleyrand-Périgord, épouse du comte Jean de Castellane (1868-1965)[4], homme politique français, qui le conserve jusqu’en 1917[5]. En 1952, pour les besoins du film Aveux spontanés de Robert Parrish, l’ancien hôtel particulier de la comtesse de Talleyrand-Périgord est transformé, le temps du tournage, en ambassade de Hongrie[6].